# Татарский Нагадак
Татарский Нагадак (баш. Татар Нуғаҙағы) — деревня в Аургазинском районе Республики Башкортостан Российской Федерации. Административный центр Нагадакского сельсовета.

## География
Расстояние до:
- районного центра (Толбазы): 31 км,
- ближайшей железнодорожной станции (Тюкунь): 24 км.

## Топоним
Известна с 1747 года как Нагадак.
Современное название отражает преобладающее национальность (татары) и парное к названию соседней деревни Чувашский Нагадак.

## История
Основана ясачными татарами на вотчинных землях башкир Миркит-Минской волости Ногайской дороги. Позднее на тех же условиях здесь поселились тептяри.
Занимались земледелием, скотоводством, пчеловодством, лесными промыслами.
В 1906 году зафиксированы мечеть, мектеб, кузница, две бакалейные лавки, хлебозапасный магазин.

## Население
| 2002 | 2009 | 2010 |
| ---- | ---- | ---- |
| 462  | ↘449 | ↗451 |

В 1865 году в 82 дворах проживало 454 человека.
Согласно переписи 2002 года, преобладающие национальности — татары (46 %), башкиры (29 %), также проживают чуваши.

## Инфраструктура
В 1865 году была мечеть, училище.
В деревне располагаются средняя школа, детский сад, фельдшерско-акушерский пункт, дом культуры (с татарским народным театром), библиотека. Агрофирма «Агростар», ранее бывшая главным сельскохозяйственным предприятием, в 2011 году признана банкротом.

## Религия
В селе есть мечеть.